# Маргарет Ферроу
Маргарет Ферроу (англ. Margaret Farrow; 28 листопада 1934, Кеноша, Вісконсин — 8 березня 2022) — американська політик-республіканка, віцегубернаторка штату Вісконсин з 2001 по 2003 (перша жінка на цій посаді).

## Життєпис
Вивчала політичні науки і педагогіку в Університеті Маркетта у Мілвокі. Ферроу працювала вчителькою та у сфері нерухомості. У період між 1976 і 1981 входила до сільської ради Елм-Гроув, з 1981 по 1987 працювала сільською головою Елм-Гроув. У 1986 році стала членом Державної Асамблеї штату Вісконсин, а у 1989 обрана до Сенату Вісконсину.
У 2013 році була призначена губернатором Скоттом Вокером членом Ради регентів Системи Університету Вісконсин.
Одружена, має п'ять синів. Син Пол Ферроу (нар. 1967) також активно бере участь у політиці.